# هاشم زیدان
هاشم زیدان (عربی: هاشم زيدان زيدان؛ زادهٔ ۱۳ اوت ۱۹۸۰) بازیکن بسکتبال اهل قطر است.